# Heraclea Minoa

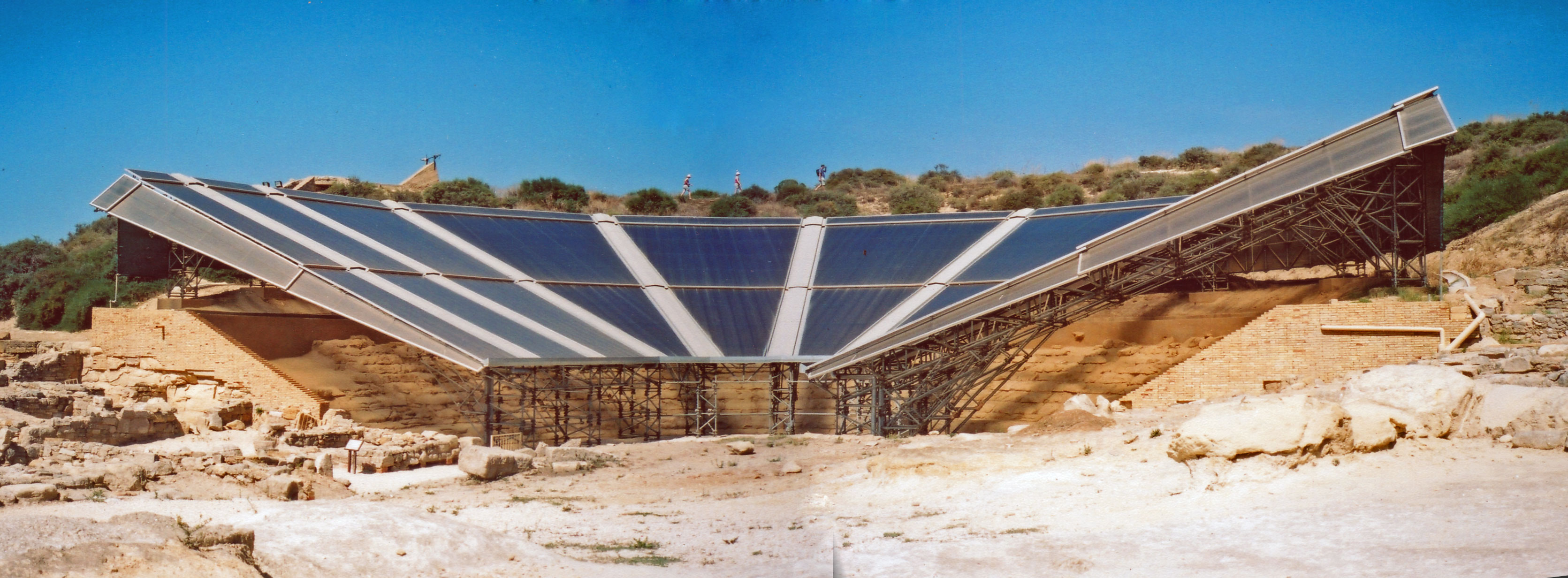
Overdekte resten van het Theater van Heraclea Minoa

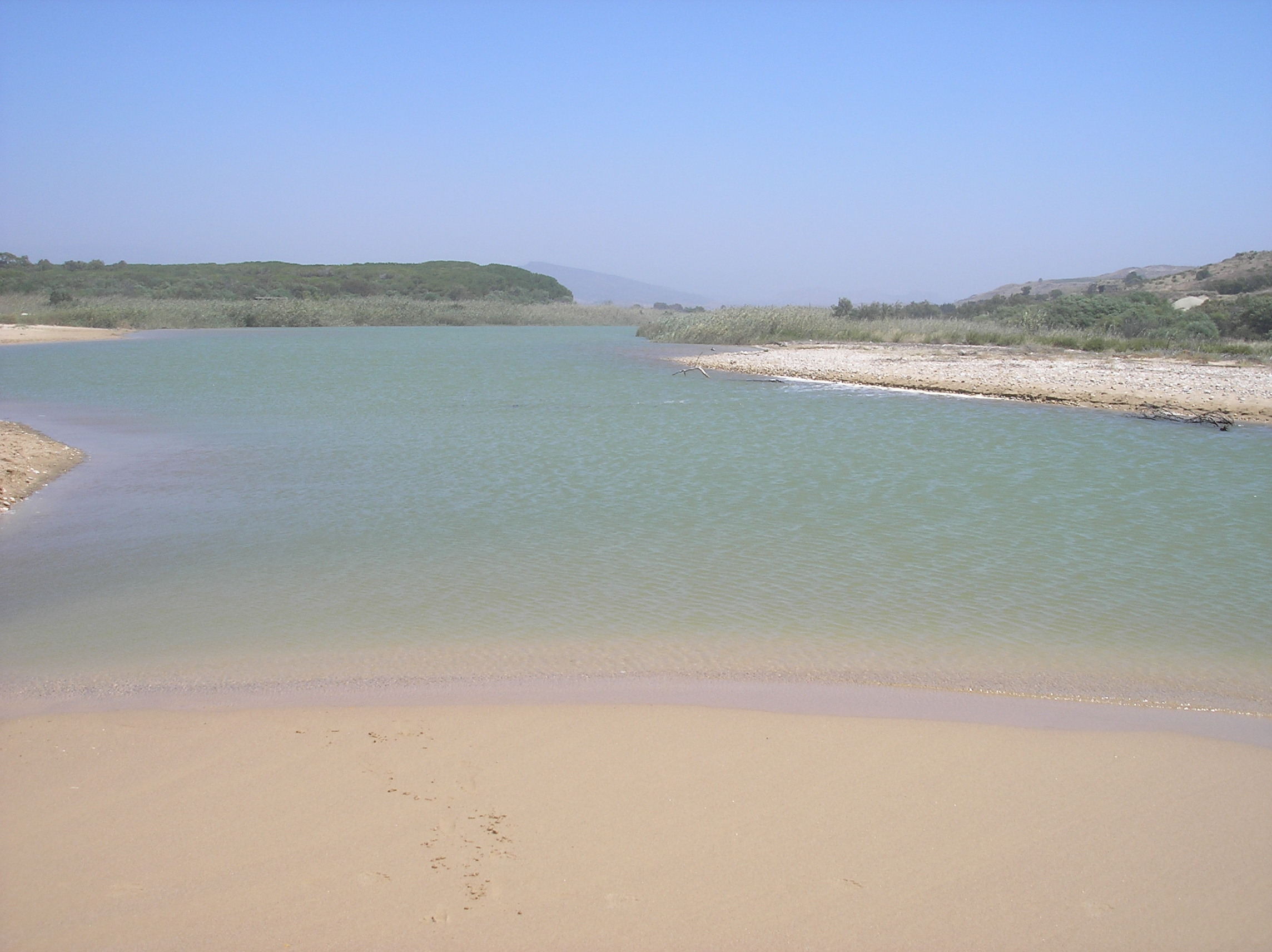
De monding van de Platani (Halykos) bij Heraclea Minoa

Heraclea Minoa was de naam van een Griekse kolonie in Magna Graecia, gelegen op de zuidkust van Sicilië, op ca. 25 km van Akragas.
De stad werd in de 6e eeuw v.Chr. gesticht door kolonisten uit Selinus, op de plek van een oudere nederzetting waarvan de oorsprong toegeschreven werd aan de legendarische koning Minos van Kreta, en ontving daarom ook de naam Minoa. De eigenlijke naam Heraclea werd aan de stad gegeven door de Spartanen, die zich ± 505 v.Chr. van Minoa meester maakten, nadat Dorieus uit het door hem gestichte Heraclea nabij het Eryx-gebergte (in het westen van SIcilië) was verdreven.
In de 4e en 3e eeuw v.Chr. was Heraclea beurtelings in handen van de Grieken en van de Carthagers, tot het in 210 v.Chr. definitief onder Romeins gezag kwam, met de status van civitas decumana.
Ten westen van de stad, aan de voet van krijtrotsen waarop Heraclea Minoa is gesitueerd, stroomt de rivier de Platani. Deze rivier, in de Oudheid bekend als de Halykos, vormde lang de grens tussen het Siciliaanse grondgebied onder Griekse en dat onder Carthaags/Fenicisch invloedssfeer nadat er in 306 v.Chr. een verdrag over de verdeling van het eiland werd gesloten tussen Grieken en Carthagers.
Recente opgravingen hebben onder meer grote delen van de stadsmuur en resten van een hellenistisch theater aan het licht gebracht. De treden van dit theater werden aanvankelijk in perspex ingepakt, maar sinds kort heeft men dit perspex vervangen door een beschermend plastic dak. Bij de opgraving bevindt zich een klein museum met voornamelijk vondsten uit de Griekse periode van Heraclea Minoa.